# 樹皮
樹皮（じゅひ、英: bark）とは、一般用語としては、樹木（木本植物）の幹や枝の最外層を覆う死んだ細胞からなる組織を意味することが多い。ただし生物学や林学では、樹木において維管束形成層より外側にある組織をすべて含んだ意味で用いることが多い。この広い意味での樹皮は、維管束形成層から外側につくられた靭皮（二次師部）と、その外側にできたコルク形成層およびそれに由来する組織（コルク皮層、コルク組織）からなる周皮で構成されている。一般的な意味での樹皮は、周皮の外層にあるコルク組織におおよそ相当する。樹皮は内側から次々と形成されて表層から剥がれていくが、その裂け方や剥がれ方は植物種によって異なるため、種によって異なる外観を示す（下図1）。またコルク組織に覆われると空気の出入りが遮られるが、新たな分裂組織が形成されてコルク組織を突き破り、空気の出入り口となる皮目（ひもく）が形成される（下図1b）。
樹皮は、コルク栓、天然繊維、生薬、色素、皮なめしなどに利用されることがある。

## 定義
樹皮は、樹木（木本植物）の表層にある組織を意味するが、その範囲は定義によって異なる。一般用語としては、樹皮は樹木の幹や枝の最外層にある死んだ細胞からなる組織を意味することが多い。ただし生物学的には、樹木の茎（幹や枝）や根において、維管束形成層より外側にある部分をまとめて樹皮とよぶ（下図2a）。木材学分野でも、樹皮は同様な範囲を示す。この広義の樹皮は、内側の靭皮と外側の周皮からなり、若い樹皮ではこれに表皮や皮層、一次師部の残骸を含むことがある。上記の一般的な意味での樹皮は、周皮の外層（コルク組織）のみに相当する。
広義の樹皮は、内側の靭皮（二次師部）と外側の周皮からなる。
靭皮 (じんぴ、bast)
茎や根において維管束形成層の外側に形成された師部、つまり二次師部 (secondary phloem) は、靭皮とよばれる（上図2a, b）。二次師部の外側に一次師部が残っている場合、これも靭皮に含める。靭皮やそれに付随する皮層や一次師部で形成された繊維は、靭皮繊維（bast fiber）とよばれる。
周皮 (しゅうひ、periderm)
維管束形成層の活動によって新たな組織（主に二次木部）が形成され、茎や根の直径が増すことにより、外側にあった表皮や（一次）皮層は押し出されて引き伸ばされ崩壊していく。この際、表皮や皮層にコルク形成層（phellogen, cork cambium）とよばれる新たな側方分裂組織が形成され、内側にコルク皮層（phelloderm, cork cortex）、外側にコルク組織（コルク層、phellem, cork, cork tissue）を形成する（上図2a, b, c）。このコルク形成層とそれに由来する組織を合わせたものが周皮とよばれる。コルク形成層も次第に外に押しやられ活動を停止し、その内側に新たなコルク形成層が形成される。このことを繰り返し、やがてコルク形成層は靭皮の部分へ移っていく。コルク皮層は、少量の柔組織からなる。一方、コルク組織は規則正しく密接したコルク細胞（cork cell）から構成され、コルク細胞は成熟すると死細胞となり、細胞壁には疎水性物質であるスベリンや蝋が沈着している。樹脂やタンニンのため、コルク組織は褐色を呈することが多い。

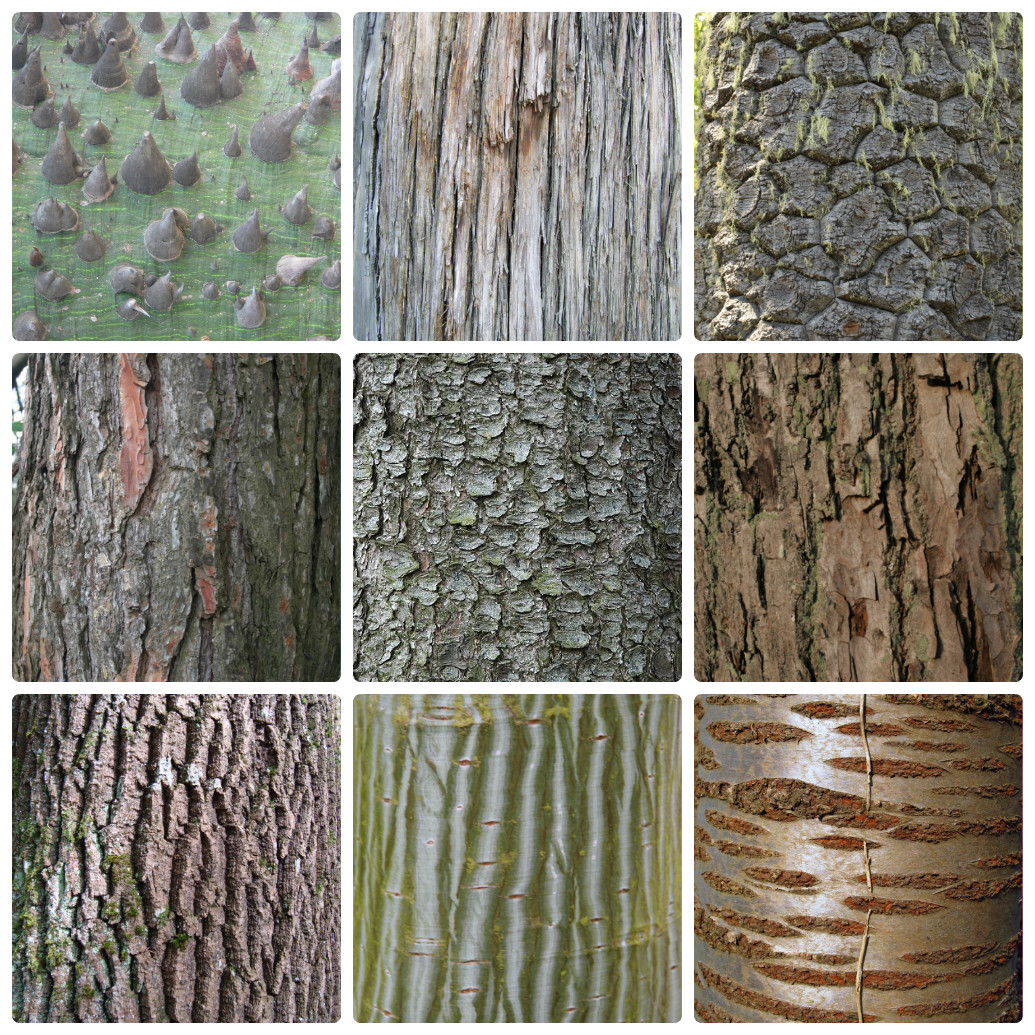
3. さまざまな樹木の樹皮:（上段左から）シロバナトックリキワタ（アオイ科）、イブキ（ヒノキ科）、チリマツ（ナンヨウスギ科）、（中段）アレッポマツ（マツ科）、オウシュウトウヒ（マツ科）、フユボダイジュ（アオイ科）、（下段）ヨーロッパナラ（ブナ科）、シナカエデ（ムクロジ科）、セイヨウミザクラ（バラ科）

広義の樹皮のうち、靭皮（二次師部）からコルク形成層までの間の部分は生きた細胞からなるが、それより外側（コルク組織）は死んだ細胞からなる。前者は内樹皮（inner bark）または甘皮（あまかわ）、後者は外樹皮（outer bark）または粗皮（あらかわ）とよばれることがある。また外樹皮はリチドーム（rhytidome）ともよばれるが、周皮とほぼ同様の範囲をリチドームとよんでいることもある。
茎の二次肥大成長に伴い、樹皮は裂けて外側から剥離していく。ただしセコイア（ヒノキ科）やコルクガシ（ブナ科）ではコルク組織が剥離しにくく大量に蓄積し、厚い樹皮を形成する。コルク組織の裂け方や剥がれ方は植物種によって異なり、そのため樹皮の特徴から植物種を同定できることもある（図3）。
周皮は、表皮に代わって植物体の表面を保護する機能を担う。特にコルク組織の細胞はスベリンなどを蓄積し、寄生菌や有害物質の侵入を防ぎ、また植物体からの水の喪失を防ぐ。

## 皮目
樹木において茎（幹と枝）や根の表層にコルク組織が形成されると、気孔を伴う表皮が失われ、またコルク組織はスベリンや蝋が細胞壁に沈着した細胞が密着してできているため、空気の取り入れが難しくなる。この際、皮目コルク形成層（ひもくコルクけいせいそう; 皮目形成層、lenticel phellogen, lenticel cork cambium）とよばれる新たな分裂組織が生じ、外側に細胞間隙に富む柔組織をつくりだして周皮を突き破り、皮目（ひもく、lenticel）とよばれる開孔部を形成する（下図4a）。この柔細胞は填充細胞（てんじゅうさいぼう; 添充細胞、complementary cell）とよばれる。皮目は、気孔に代わってガス交換を行う場となっていると考えられている。
皮目の形や大きさ、密度、色などの特徴は、種や枝の位置、年齢などによって異なるため、分類形質となる（上図4b, c）。サクラ（バラ科）やヤナギ（ヤナギ科）などの茎では横長の、キリ（キリ科）やニワトコ（ガマズミ科）などの茎では縦長の皮目が形成される。

## 人間との関わり
樹皮（広義）は、下記のようにさまざまな用途で利用される。

### コルク
コルク組織は多孔質で弾力性があるが、細胞壁にスベリンや蝋が沈着しており水や空気をほとんど通さない。コルクは断熱、防音、電気的絶縁性、耐薬品性に優れている。
コルクガシ（ブナ科）は厚いコルク組織をもち、ワインの栓などに利用されている（下図5a–c）。
ロバート・フックはコルクの切片を顕微鏡観察し、多数の"小部屋"（ラテン語で cellula）からなることを1665年に報告し、これが細胞（cell）の語源となった（上図5d）。これは初めて顕微鏡で観察された細胞であったが、コルク細胞は細胞壁だけが残った死細胞であり、細胞内構造は存在しない。

### 林業・農業、動物による食害

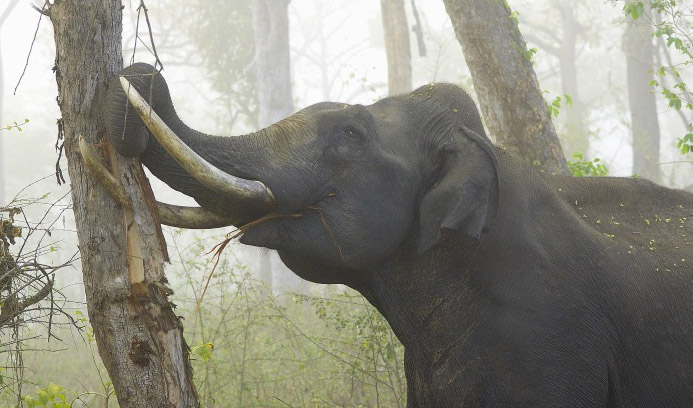
樹皮をそいで食べようとするゾウ

ニホンジカやエゾシカ（下図6a）などの動物は樹皮を剥ぎ取って食料とすることがあり、これが林業に大きな被害を与えることがある。またクマも、食料不足の際には歯や爪で樹皮を剥ぐ「熊剥ぎ」を行うことがある。ほか、ウサギ、タイリクヤチネズミ、クリハラリスなども樹皮剥ぎを行い樹木に大きな被害をもたらす。
切り倒した樹木は樹皮がついたままであると乾燥しにくく生材害虫の増殖を招くため、樹皮を取り除いておくことがある（下図6b）。一方で材面の干割れや損傷を防止するため、樹皮をつけたまま乾燥させることもある。
樹木において、樹皮内層は師部であるため、樹皮を環状に剥離することで師部を断ち切ることができ、この手法は環状剥皮（環状はく皮、環状除皮、girdling, ring barking）とよばれる。環状剥皮によって植物を枯死（巻き枯らし、巻枯らし）させて間伐を行うことや（上図6c）、果樹において樹勢抑制、着花促進、生理落果の抑制、果実品質の向上などに利用されている。また環状剥皮された部分の先端側で不定根形成が促進されることがあるため、これを使って植物を栄養繁殖（取り木）させることがある（上図6d）。

### 工芸
樹皮は、屋根材としても利用される。ヒノキ（ヒノキ科）の樹皮を屋根材としたものは檜皮葺き（ひわだぶき）とよばれ、宮殿、神社、仏寺などの屋根に広く利用されている（下図7a）。またスギ（ヒノキ科）の樹皮を用いたものは杉皮葺きとよばれる。
秋田県角館では、ヤマザクラ類の樹皮を用いた工芸品が作られており、樺細工（かばざいく）とよばれる（上図7b）。代表的なものとして茶筒や茶櫃などの茶道具、文箱、ブローチ、ネクタイピンなどがある。日本の経済産業大臣指定伝統的工芸品の1つに指定されている。
シラカンバなどカバノキ属（カバノキ科）の樹皮は樺皮とよばれ、水に強く腐りにくいため、容器（上図7c）や靴（上図7d）、家屋の覆い、船、人形などさまざまな用途に用いられていた。また薄くはがれるため書写材ともされ、これを用いた文書は樺皮写本とよばれる（上図7e）。カバノキ属の樹皮は油分を含み燃えやすいため、松明や着火剤にも用いられた。

### 天然繊維
コウゾ（クワ科）やミツマタ、ガンピ（ジンチョウゲ科）の樹皮から得られる靭皮繊維は、和紙や紙幣の原料に利用されている（下図8a）。アイヌ民族は、シナノキ（アオイ科）やオヒョウ（ニレ科）の樹皮から取り出した繊維を用いて織物や衣服をつくり、これらはアットゥシとよばれる（下図8b）。また、繊維として用いる前段階として、樹皮を直接叩いて伸ばし、布や紙とする用法が世界各地に残っており、樹皮紙や樹皮布とよばれる。樹皮布としては、南太平洋各地のタパなどがある（下図8c）。

### 食用・薬用
樹皮のうち、靭皮（二次師部）は生細胞からなり糖など貯蔵物質が含まれているため、飢饉時などに非常食として利用されたことがある（下図9a）。またニッケイ属（クスノキ科; 下図9b）やカネラ（カネラ科）の樹皮は、香辛料として利用される。
ケイヒ（クスノキ科）、ホオノキ（モクレン科）、アカメガシワ（トウダイグサ科）、トチュウ（トチュウ科）、キハダ（ミカン科; 上図9c）などの樹皮（特に靭皮）は、生薬として用いられている。キナノキ属（アカネ科）の樹皮はキナ皮とよばれ、マラリアの薬として知られるキニーネの原料となる（上図9d）。

### 色素・タンニン
サクラやシャリンバイ（バラ科）、キハダ（ミカン科）、ヤマモモ（ヤマモモ科）などの樹皮は、染物に使われることがある。樹皮は自然染料の原材料として古くから活用されており、日本では奈良時代の経典や公文書に使われた麻紙には、防虫のためキハダで染めた黄染紙が使われた。黄八丈の樺色にはキハダやナカハラクロキ、茶色や黒色にヤエヤマヒルギ、琉球絣や紅型にフクギが使われる。
またブナ科植物などの樹皮にはタンニンが含まれ、皮革のなめしなどに用いられる。タンニンには防腐、防水、防虫の効果があり、漁網を染めるために、ツガ、カシワ、スダジイ、クリ、ヤマモモなどの樹皮が使われていた。

### バーク製品

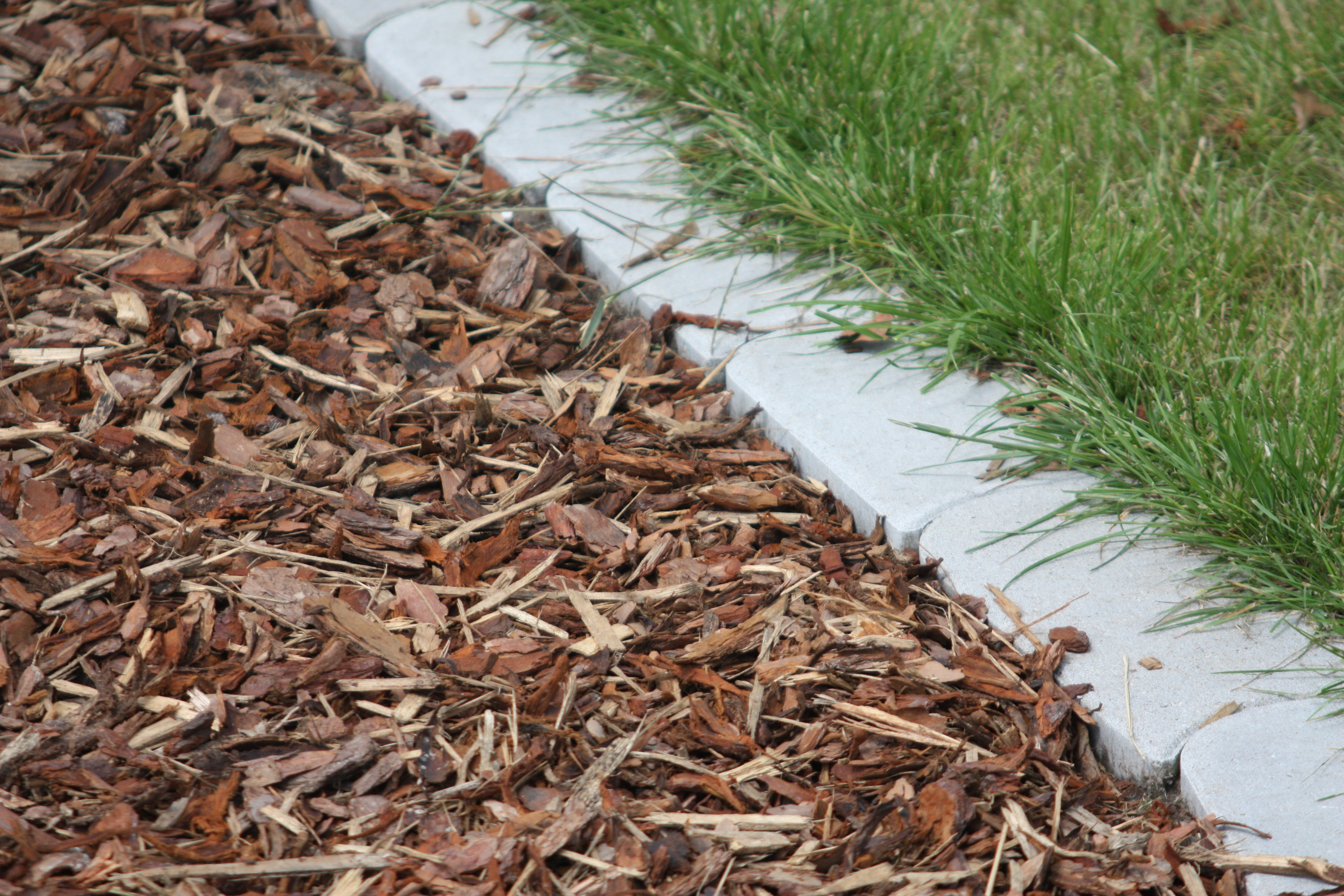
10. バークチップ

樹皮は英語でバーク（bark）といい、製材所で木材加工後の処理について従来より課題があった。その樹皮を細かく粉砕して醗酵させ、堆肥化したものはバーク堆肥といい、肥料や土壌改良材として使用される。また粉砕した樹皮を固めて、バイオマス発電の燃料（木質ペレット）にする方法も考案され、利用されている。
一方、クロマツなどの樹皮を破砕したものはバークチップとよばれ、農業、園芸におけるマルチング材（土壌の覆い）、グランドカバーなどに利用されている（図10）。

## ギャラリー

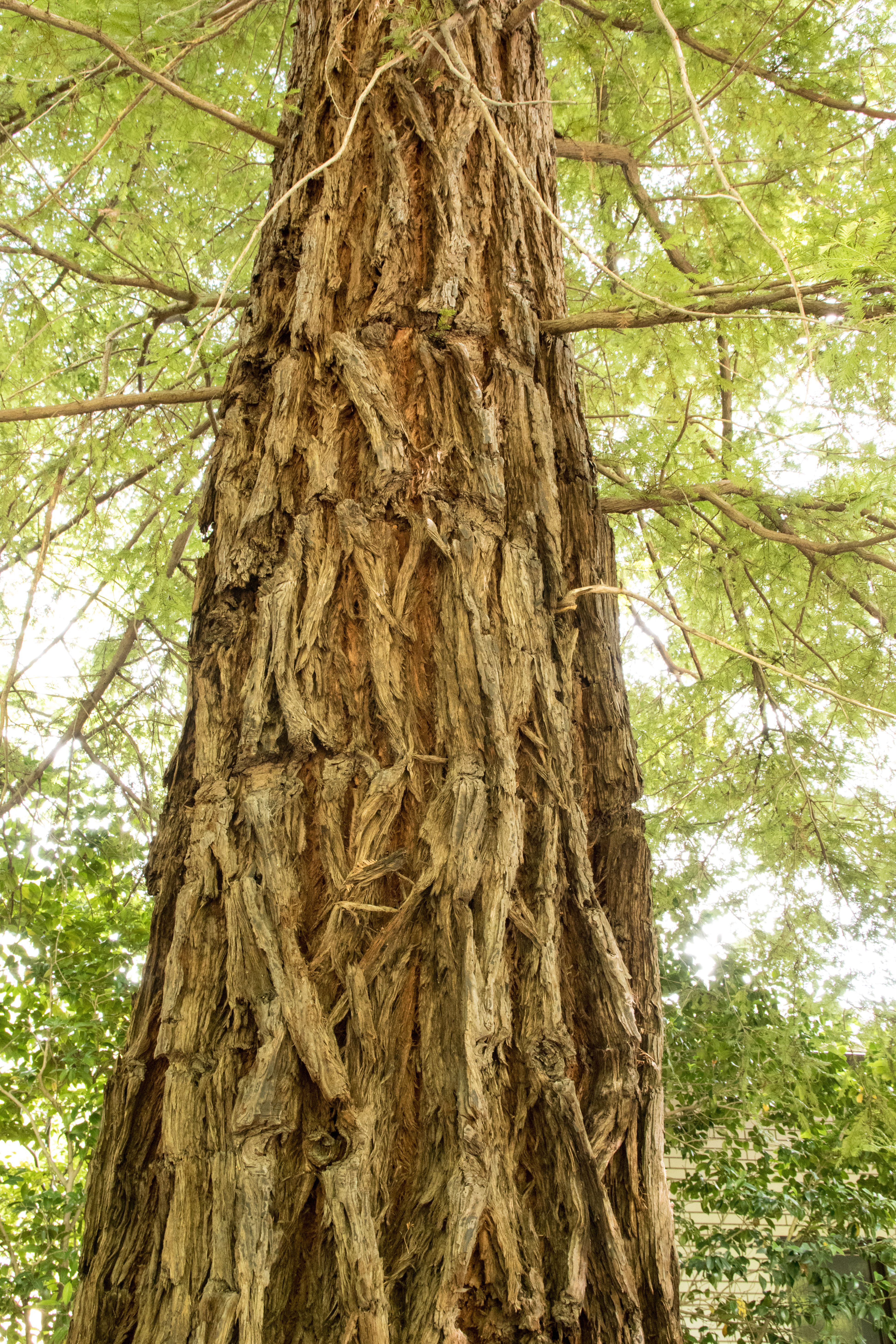
セコイア（ヒノキ科）の樹皮
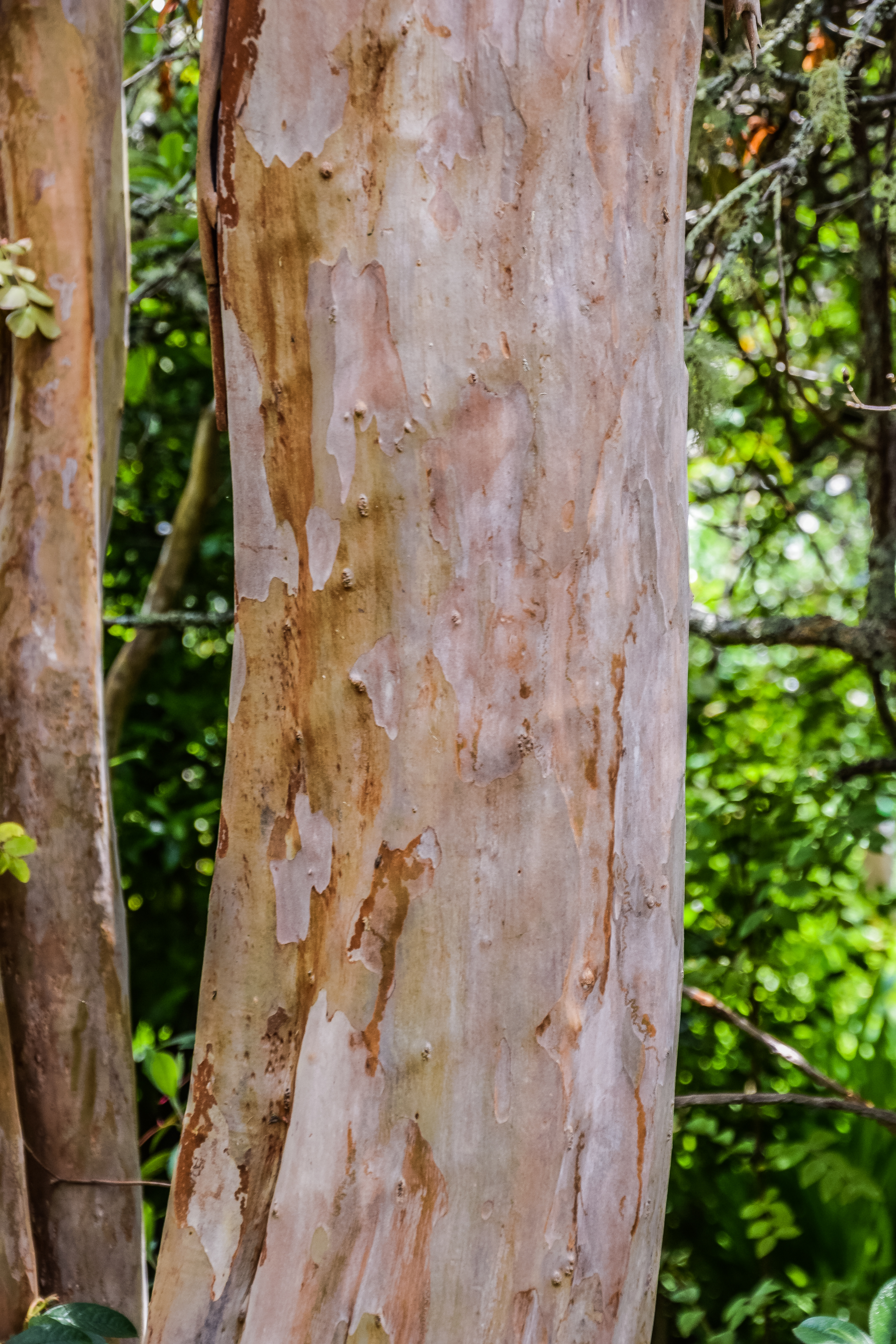
サルスベリ（ミソハギ科）の樹皮
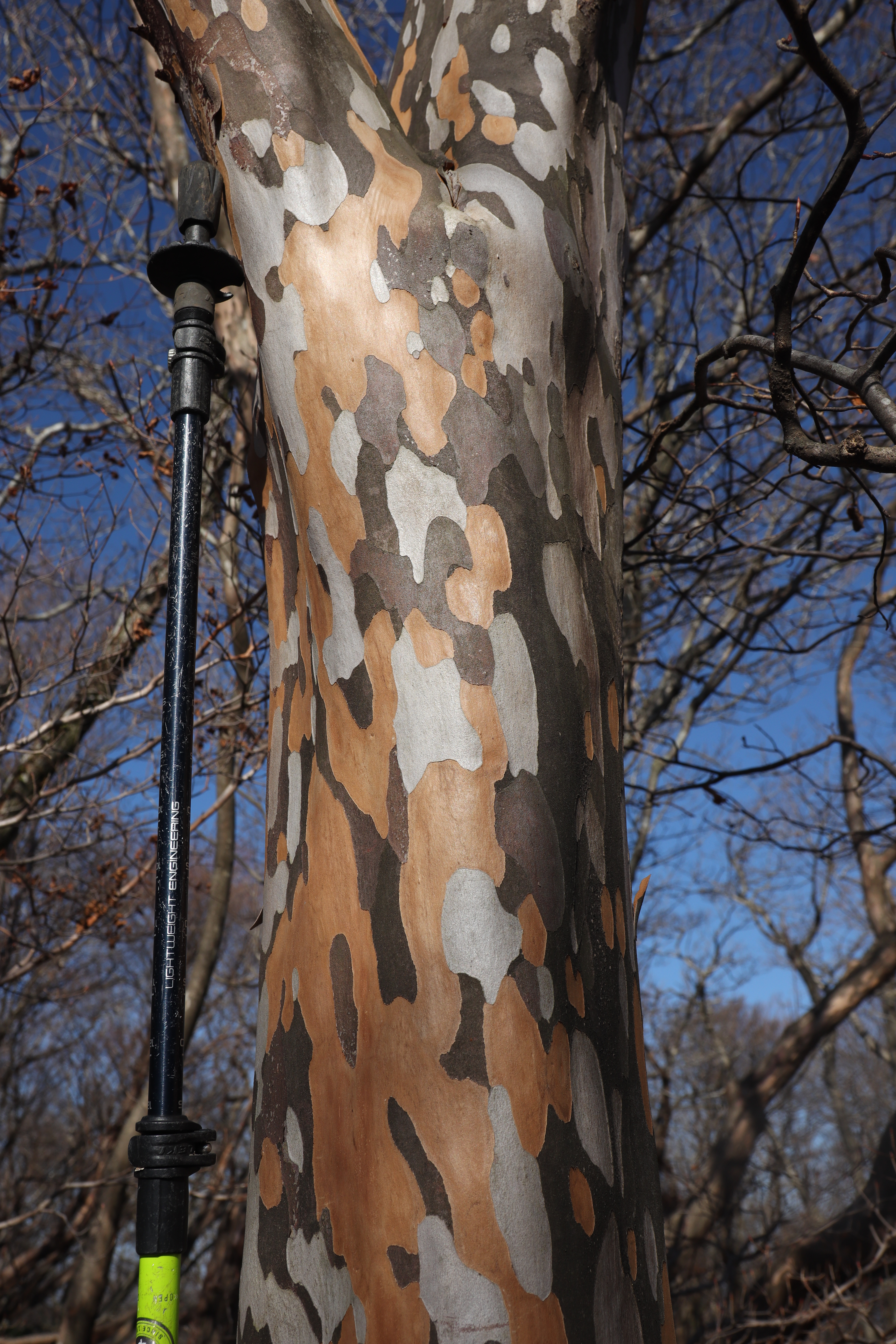
ナツツバキ（ツバキ科）の樹皮
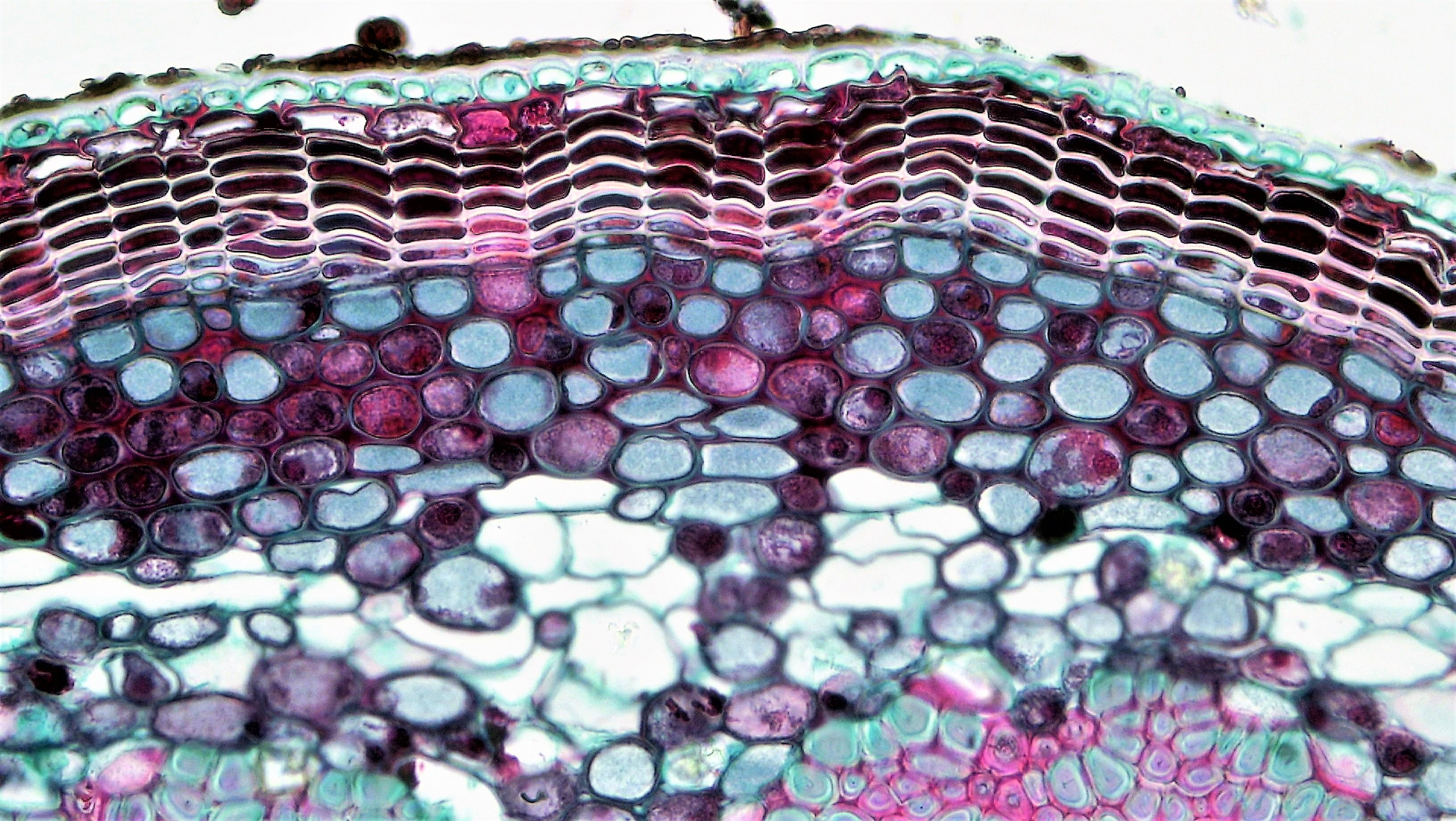
1年目のコナラ属（ブナ科）の茎の周皮と皮層
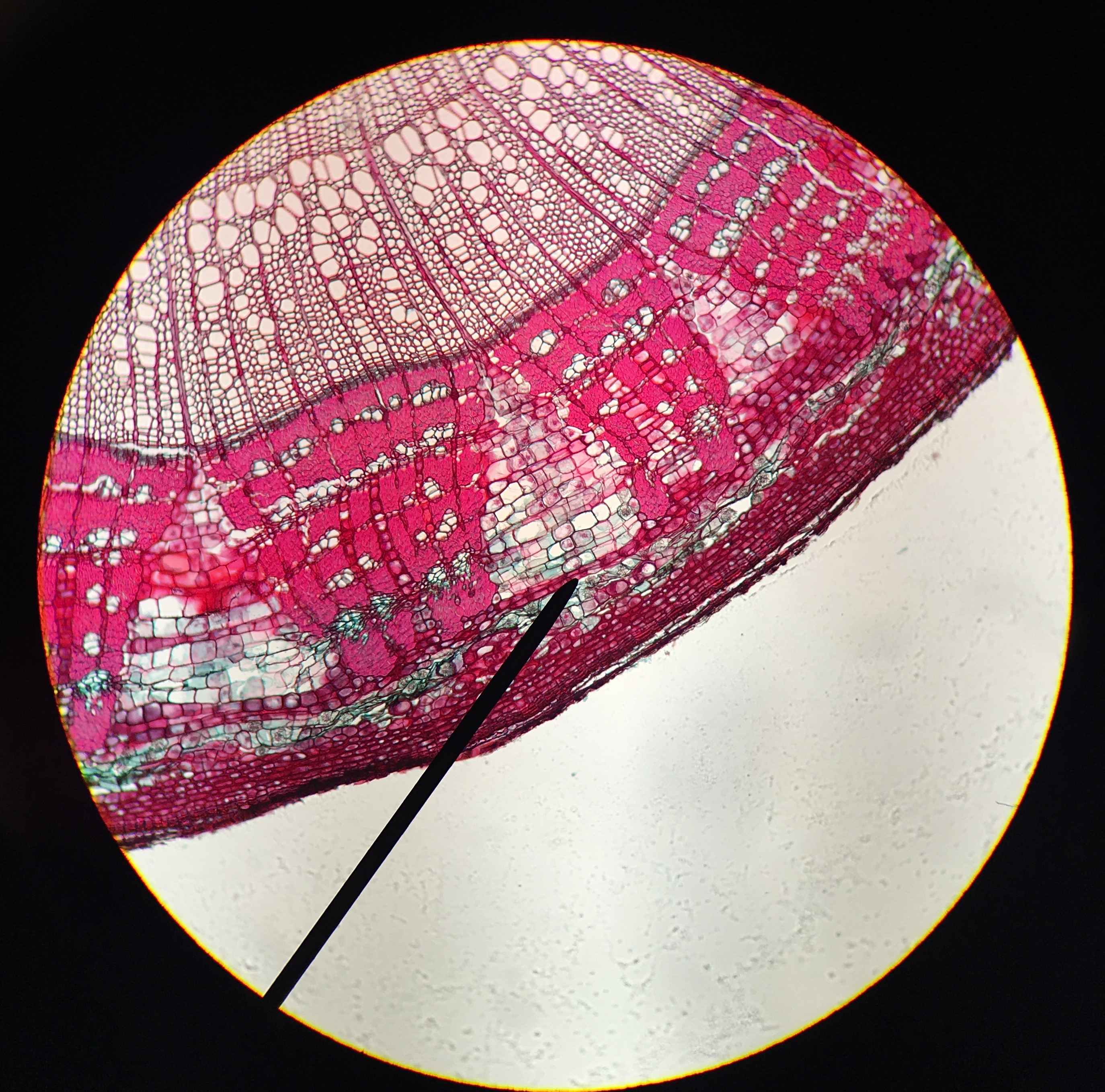
シナノキ属（アオイ科）の茎の横断面: コルク形成層を指している。
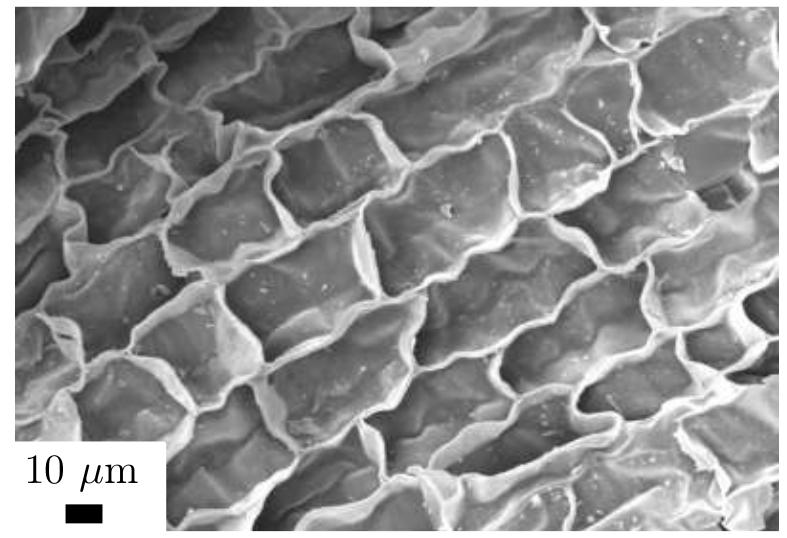
コルク組織の走査型電子顕微鏡像
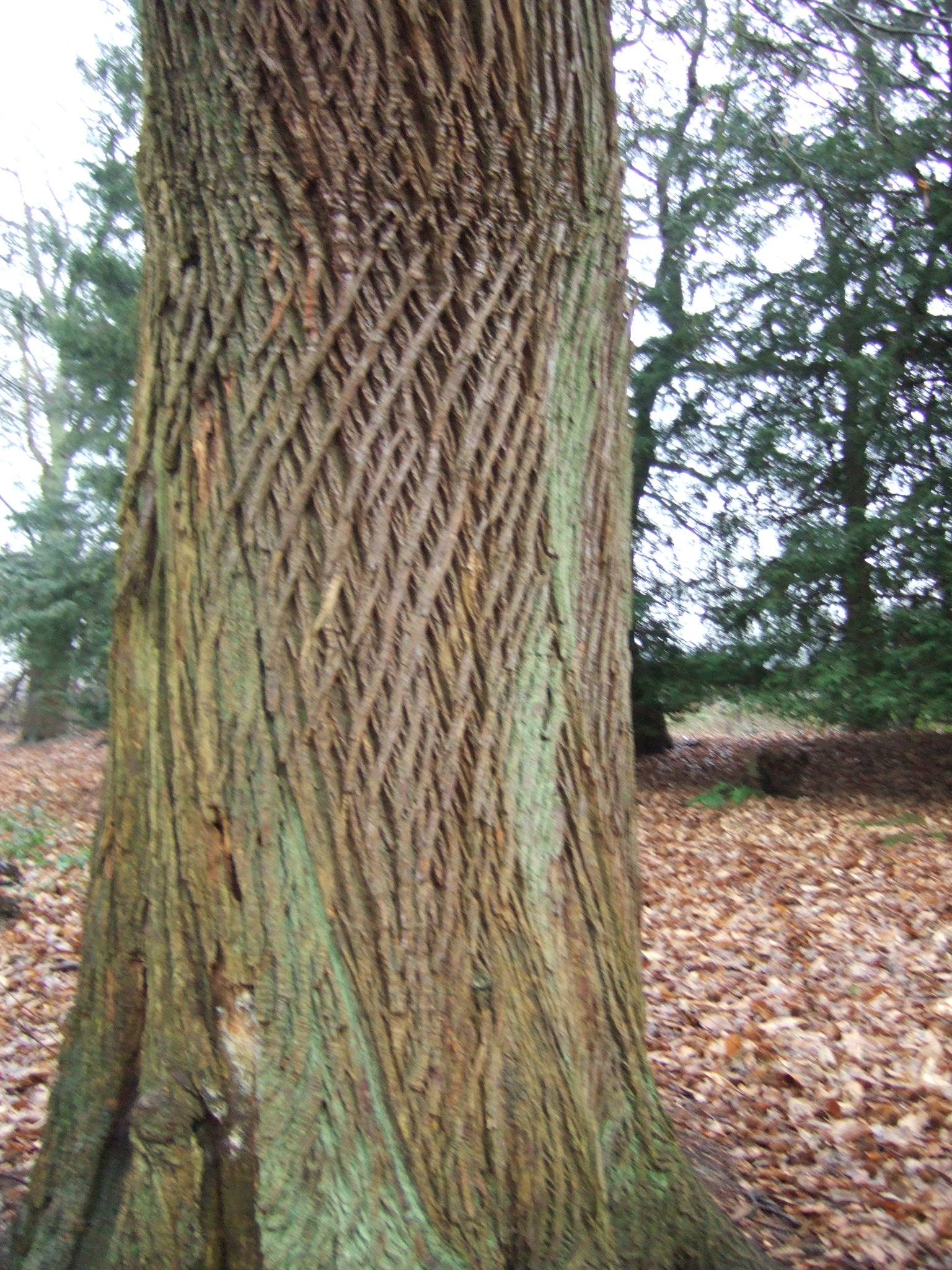
ヨーロッパグリ(ブナ科)の網状の樹皮